# 영국제

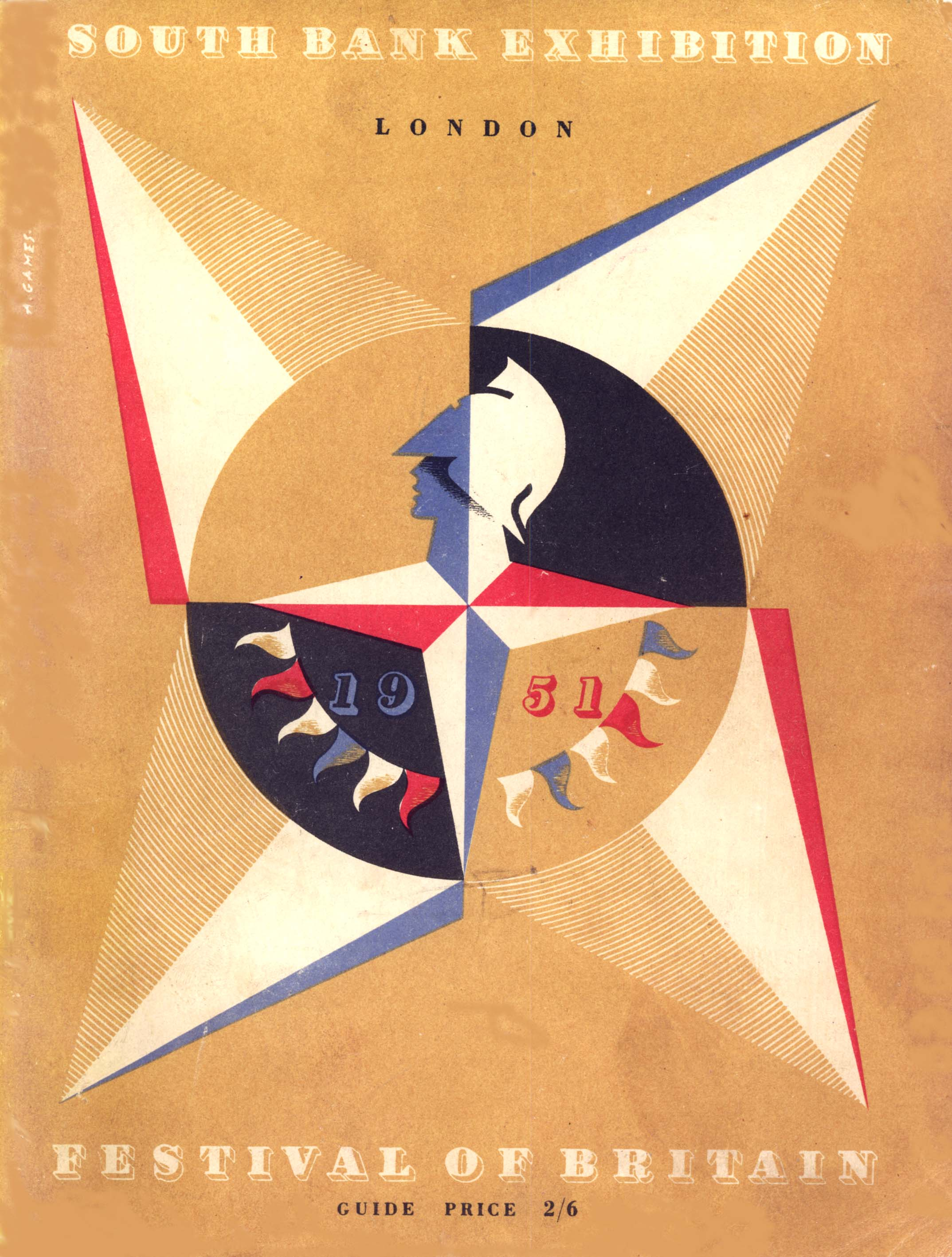
영국제 엠블럼 - 페스티벌 스타: 아브람 게임즈에 의해 디자인되었다. 출처: 1951년 사우스뱅크 이그지비션 가이드의 커버.

영국제(Festival of Britain, 페스티벌 오브 브리튼)는 1951년 여름 수백만 명의 방문객들이 찾은 영국의 박람회였다. 역사가 케네스 O. 모건은 이 축제가 매우 큰 성공을 거두었다고 언급하였다:
사람들은 사우스뱅크 지역에 무리를 이뤄 돔 오브 디스커버리(Dome of Discovery) 주변을 배회하고 스카이론(Skylon)을 주시하고, 영국 축제를 즐겼다. (중략) 마침내 영국 과학자들과 기술자들의 독창성과 천재성을 뽐내는 대표작으로 화려한 환경을 갖추었다.
이 축제는 "변화를 위한 신호등"이 되었으며 수천 명의 엘리트 방문객들과 수백만 명의 대중들이 어우러져 대단한 인기를 끈 것으로 입증되었다. 영국의 한 세대의 예술, 공예, 디자인, 스포츠를 재구성하는데 도움을 주었다. 기자 해리 홉킨스는 이 "페스티벌 스타일"의 큰 임팩트를 강조한다.
깨끗하고 밝고 새로우며.... 빠르게 포착하여 먼저 런던을 가로질러 퍼져나갔다가 다음에 잉글랜드로 퍼져나갔다.

## 기타 문헌
- Archive of the Festival of Britain held by the Archives of Art and Design, Victoria and Albert Museum, London

- Assorted film reports are available via the British Pathé website http://www.britishpathe.com/workspaces/rgoldthorpe/Festival-of-Britain

## 같이 보기
- 1851년 만국 박람회
- 세계 박람회